# 그램 로이드
그레엄 로이드(1967년 4월 9일 ~)는 전 질롱 코리아의 감독이자 전 야구 선수다.

## 같이 보기
- 2019-20년 질롱 코리아 시즌